# 杂交景天
杂交景天（学名：Sedum hybridum）是景天科景天属的植物。分布在蒙古、俄罗斯以及中国大陆的新疆等地，生长于海拔1,400米至2,500米的地区，常生长在林下山坡石缝中，目前尚未由人工引种栽培。

## 别名
杂景天（东北植物检索表） 杂种景天（经济植物手册）

## 形态特征
多年生草本植物。根状茎长，分枝，木质，绳索状，蔓生。茎外倾的，匍匐生根；不育枝短，密生叶；花枝高达30厘米。叶互生，匙状椭圆形至倒卵形，长1.5-3厘米，宽1-2厘米，先端钝，基部楔形，边缘有钝锯齿。花序聚伞状，顶生，宽3-5厘米；萼片5，线形至长圆形，常不等，长4-8毫米；花瓣5，黄色，披针形，长8-10毫米，宽4毫米，雄蕊10，长与花瓣稍等或较短，花药橙黄色，鳞片小，横宽；心皮5，黄绿色，稍开展，花柱细长。蓇葖椭圆形，长8-10毫米，成熟后星芒状开展，基部2-3毫米合生；种子小，椭圆形，长不及1毫米。花期6-7月，果期8-10月。